# منطقه مائوله
منطقه مائوله (به اسپانیایی: Maule Region) یک سکونتگاه مسکونی در شیلی است که در شیلی واقع شده‌است.

## خصوصیات
منطقه مائوله ۹۵۵٬۰۴۸ نفر جمعیت دارد.

## نگارخانه

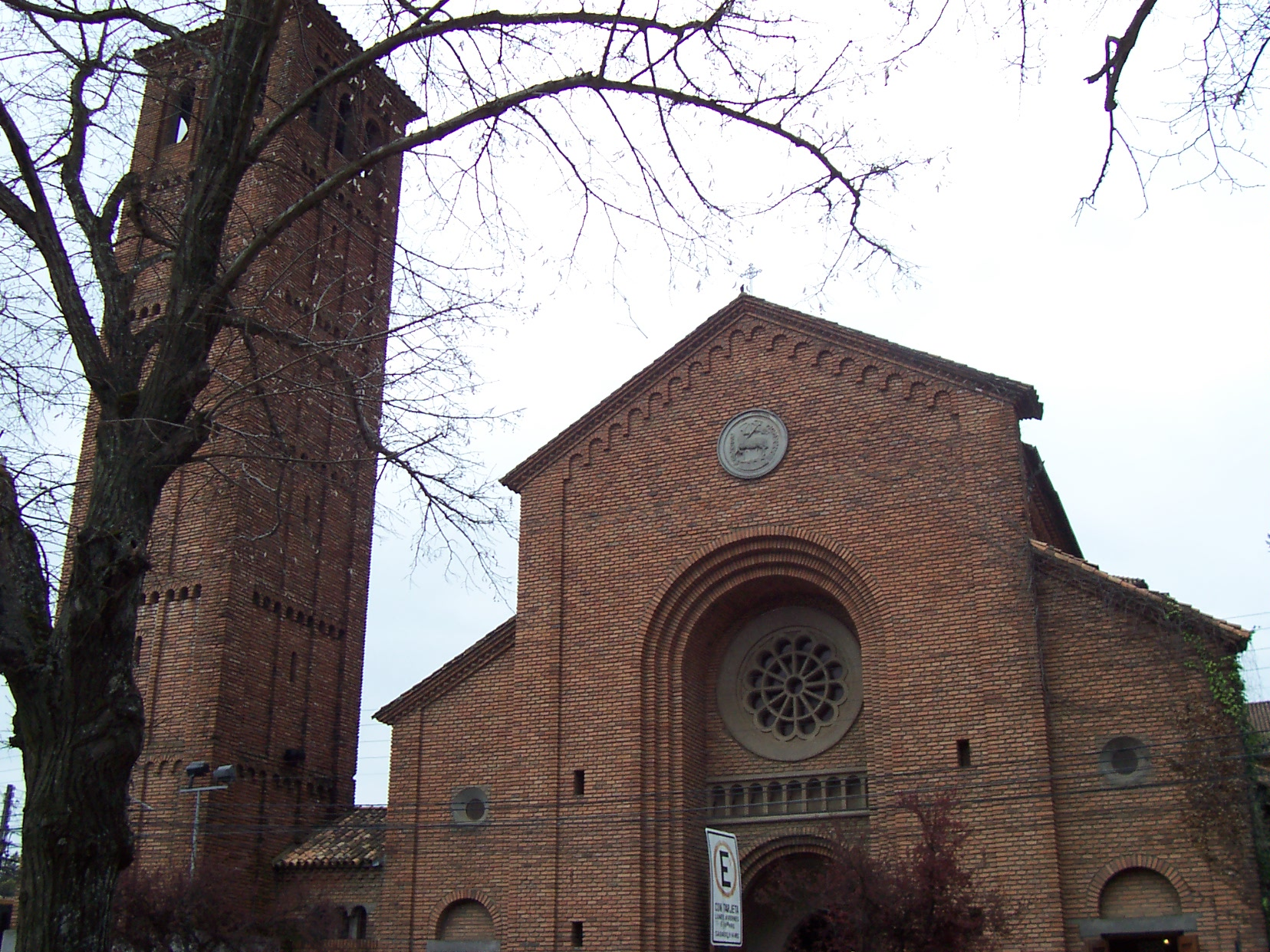
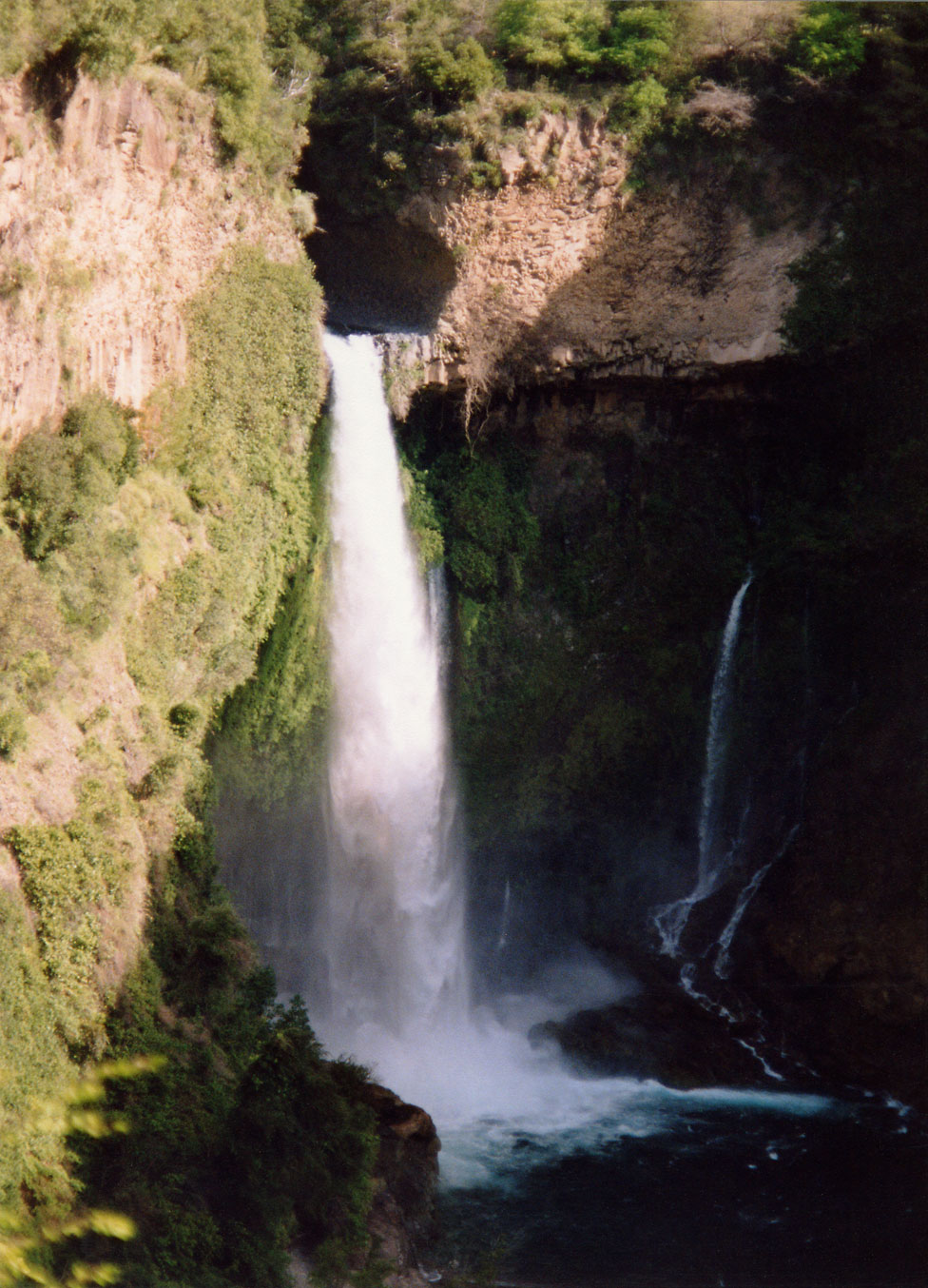
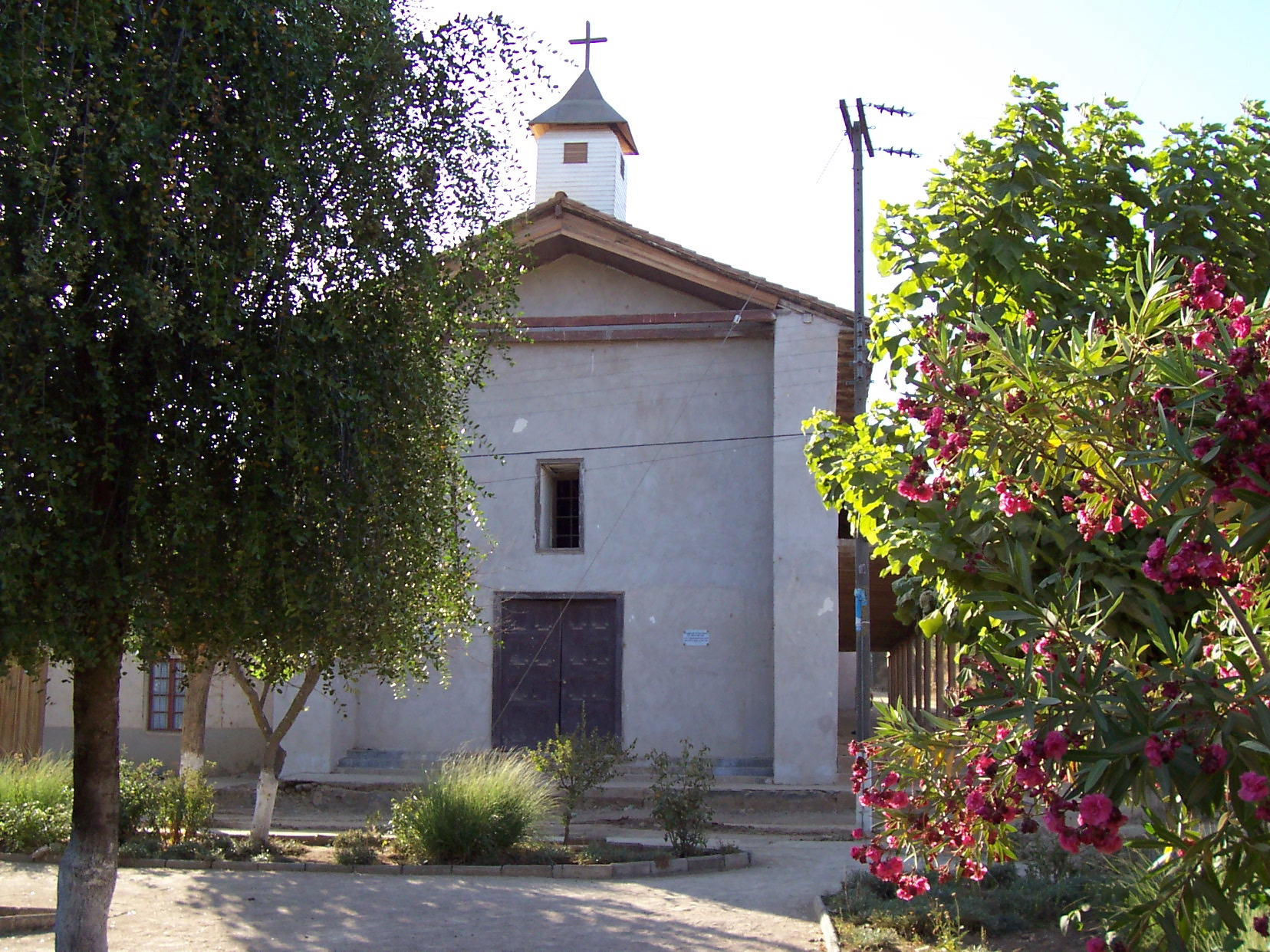
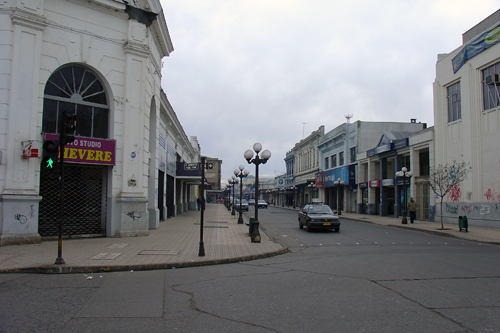